# سیمونا آباته
سیمونا آباته (ایتالیایی: Simona Abbate؛ زادهٔ ۲۲ اوت ۱۹۸۳) بازیکن واترپلو اهل ایتالیا است.
وی در مسابقات کشوری و بین‌المللی در مجموع برندهٔ ۱ مدال طلا شده‌است.